# Cratere Zija
Zija  è un cratere sulla superficie di Venere.